# Валерио Масимо Манфреди
Валèрио Мàсимо Манфрèди (на италиански: Valerio Massimo Manfredi) е италиански историк, археолог, писател, журналист, сценарист и телевизионен водещ.

## Биография и кариера
Валерио Масимо Манфреди е роден на 8 март 1943 г. в Пиумацо ди Кастелфранко Емилия, провинция Модена, недалеч от Болоня. 
Завършва специалност „Класическа литература“ в Болонския университет и специализира антична топография в Католическия университет на Светото сърце в Милано. Преподава в същия университет, както и в Университет „Ка Фоскари“ във Венеция, Университет „Лойола“ в Чикаго, в Практическо училище за висши изследвания на Сорбоната в Париж и в Университет „Бокони“ в Милано. 
От 1978 г. прекарва времето си в преподаване в няколко европейски университета, правене на разкопки в Средиземноморието и Близкия Изток и в писане на исторически романи. Води няколко научни експедиции, разкопки и изследвания в Италия и в чужбина. Освен това той е познато лице в италианския телевизионен ефир.
Публикува много статии и есета и е автор на добре известни художествени произведения, особено на исторически романи, преведени по цял свят (около 15 млн. копия, продадени в международен план). Той е автор на теми и сценарии за киното и телевизията, сътрудничи като специалист по Древния свят и като научен журналист за в. „Месаджеро“ и сп. „Панорама“, като журналист за „Аркео“, сп. „Фокус“ (италианско и испанско издание), сп. „Айроне“ (преди това за в. „Джорнале“ и в. „Воче“) и за други списания в тази сфера.  
Автор е на над 60 научни статии и книги, най-вече за военни и търговски маршрути и изследвания на Античния свят, както и на 24 романа, включително трилогията му за Александър Велики и „Последният легион“. Трилогията му за Александър е публикувана на 36 езика в 55 страни и за нея е избран за мъж на годината от Американския биографичен институт през 1999 г., а „Последният легион“ е продаден на Юнивърсъл Пикчърс в САЩ за създаване на едноименният филм с продуцент Дино Де Лаурентис (с Бен Кингсли, Колин Фърт, Айшвария Рай, Томас Броуди-Сангстър, режисиран от Дъг Лефлър), пуснат по екраните през 2007 г. Той също така е автор на сценариите за „Марко д'Авиано“ и „Гилгамеш“. Манфреди прави екранната адаптация за Джон Бурман на книгата „Мемоарите на Адриан“ на Маргьорит Юрсенар.  
Между 70-те и 80-те години планира и ръководи експедициите „Анабази" за теренна реконструкция на маршрута на отстъплението на Десетте хиляди: 18 000 изминати км, 2000 снимки, 500 височини.
Участва в множество археологически разкопки: в Италия (Лавиниум, Форум Галорум, Форте Урбано в Кастелфранко Емилия) и в чужбина: през 1990 г. изследване и проучването на церемониалния комплекс Cerro Purgatorio в Тукуме (Перу) в експедицията на Тур Хейердал; от 1990 г. до 2004 г. в разкопките в Хар Карком, пустинята Негев (Израел). Участва в проучването, разкопките и публикуването на множество обекти, постепенно идентифицирани по време на разкопките, както и в кампанията за изследване и проучване с Тимъти Митфорд на обекта „Трофей на Десетте хиляди“ в Източен Анадол (2002). 
Провежда конференции и семинари в някои от най-престижните университети като Ню Колидж в Оксфорд, Калифорнийския унивеститет в Лос Анджелис, Lectio Magistralis в Националния университет на Канбера (Австралия), също Lectio magistralis в Хавански университет, Куба, Университет на Антиохия, Меделин (Колумбия), Университет на Билбао, Международен университет „Менендес Пелайо“ (Тенерифе) и много други.
През 2003 г., по лична инициатива на италианския президент Карло Адзельо Чампи е награден с Орден за заслуги на Италианската република, степен „комендатор“. През същата година получава наградите „Корадо Алваро Rhegium Julii “ и тази на книжарите на град Падуа. През 2004 г. получава наградата „Хемингуей“ за белетристика. 
През 2001 г. има допълнителна роля във филма Vajont в ролята на съдия. През 2003 г. записва аудио документален филм за фигурата на Александър III Македонски, използвайки изследователската работа, извършена за неговата трилогия от романи „Александър“ .
Той е водещ на телевизионната програма Stargate - Linea di Confine, която вече се излъчва от сезони 2003/04 и 2004/05 по италианската телевизионна мрежа LA7. От 11 ноември 2008 г., отново по La7, той води задълбочената историческа програма Impero, която анализира, чрез най-древните археологически находки като Седемте чудеса на античния свят, древните империи: тяхното раждане, причините за техния апогей и упадък. В същата мрежа той участва и в програмата Tetris. 
През 2008 г. с романа L'armata perduta печели престижната Награда „Банкарела“, а през 2010 г. с романа Archanes – Награда „Скано“. 
През 2011 г. приложението за iPad за четене на романа „Александър“ е пуснато от изд. „Мондадори“ със симулации на битки, аудио и др. През същата година то публикува Eroi, съдържащ трите му публикувани преди това романа: Lo scudo di Talos, Le paludi di Hesperia и L'armata perduta.
През 2011 и 2012 г. участва като сътрудник и специален кореспондент в предаването E se domani по Rai 3, водено в студио от Алесандро Дзанарди. На 6 ноември 2012 г. излиза първият от двата тома за героя Одисей, озаглавен Il mio nome è Nessuno - Il giuramento, който разказва за раждането и живота на героя до края на Троянската война. На следващата година излиза вторият том Il mio nome è Nessuno - Il ritorno, с който печели Награда „Рим“ (категория „Италианската белетристика“) през 2014 г. От 2 март 2013 г. той води Metropoli в праймтайма на Rai 3. 
На 9 септември 2016 г. излиза романът му Teutoburg. Той се утвърждава две поредни седмици на първо място в класацията на най-продаваните книги на италиански автори (над 100 хил. екземпляра от 9 до 29 септември).
От ноември 2016 г. е водещ на документалния сериал Argo, un viaggio nella storia за телевизионния канал Rai Storia.

## Личен живот
Манфреди живее в родното си място със съпругата си Кристин Федерсън, която превежда творбите му от италиански на английски, и двете им деца Диана (р. 1984. г.) – илюстраторка, завършила в Берлин, и Фабио Емилиано (р. 1987 г.) – специалист по съвременна история. Диана рисува с молив графичния роман, озаглавен Bagradas, базиран на негов разказ.
На 11 февруари 2021 г. е хоспитализиран в болница „Мизерикордия“ в Гросето след сериозен домашен инцидент, вероятно причинен от изпарения на въглероден окис, който се случва в дома му в центъра на Рим, където е с писателката Антонела Пренер. Той изпада в кома и се събужда пет дена по-късно.

### Романи

#### Трилогия „Александър“
- Il figlio del sogno (1998)
Александър Македонски - Дете на мечтите, изд. Venus Press (2001). ISBN 954-780-005-1
- Le sabbie di Amon (1998)
Александър Македонски - Пясъците на Амон, изд. Venus Press (2003). ISBN 954-780-011-6
- Il confine del mondo (1998)

#### Трилогия „Името ми е „Никой““ (Il mio nome è Nessuno)
- Il giuramento (2012)
- Il ritorno (2013)
- L'oracolo (2014)

#### Самостоятелни романи
Микенска Гърция
- Le paludi di Hesperia (1994)

Класическа Гърция
- Lo scudo di Talos (1988)
- Il tiranno (2003)
Тиранинът, изд. „Ера“ (2005), ISBN 954-9395-24-3
- L'armata perduta (2007) – Награда „Банкарела“

Древен Рим
- L'ultima legione (2002)
- L'impero dei draghi (2005)  
Империята на драконите, изд. „Ера“ (2006), ISBN 954-9395-44-8
- Idi di marzo (2008)
- Teutoburgo (2016)
- Antica madre (2019)
- Quaranta giorni (2020)
- Germanicp (2024)

Археология
- Palladion (1985)
- L'oracolo (1990)
- La torre della solitudine (1996)
- Il faraone delle sabbie (1998)
- Chimaira (2001)
- L'isola dei morti (2002)

Съвременна епоха
- Otel Bruni (2011)
- Quinto comandamento (2018)

### Разкази
- Lo scudo dei Kleomenidi (1980)
- Otel Bruni (1994)
- La pietra di re Mida (2003)
- Bagradas (2005)
- Zeus (2006)
- Il cavaliere invisibile (2006)
- Regina viarum (2006)
- L'ulimo Natale (2006)
- Archanes (2007)
- Limes (2010)
- Gli dei dell'Impero (2010)
- Midget War (2010)
- Millenium Arena (2010)
- L'oste dell'ultima ora (2013)
- II romanzo di Odisseo (2014)
- La muta (2015)
- Intrigo Internazionale (2015)
- Noblesse oblige (2015)
- Passio (2015)
- Aquileia. Defensoris urbis (2020)

### Сборници
С разкази
- I cento cavalieri (2002) – 12 къси разказа
- Zeus e altri racconti (2006) – 5 разказа
- Archanes e altri racconti (2010) – 5 разказа
- Le Inchieste del Colonnello Reggiani (2015) – 5 разказа
- Guerrieri e cavalieri. Racconti di avventura dall'Antica Roma al Medioevo (2022) – 5 разказа

С романи
- Eroi (2011): включва романите Lo scudo di Talos, Le paludi di Hesperia и L'armata perduta
- Aléxandros. La trilogia (1999): включва трите романа за Александър Македонски
- S.P.Q.R., (2012): включва романите Idi di marzo, L'impero dei draghi и L'ultima legione.
- Il romanzo di Alessandro (2005): ново пренаписване на трилогията за Александър

### Документална литература
- Storici greci. Antologia, с Габриеле Бурцакини (1972)
- Poeti e prosatori latini. Antologia per i primi due anni delle scuole medie superiori, с Габриеле Бурцакини (1973)
- Le nuove terre, с Фабрицио Манфреди (1974)
- Petra e le città morte della Siria (1983)
- Alessandro e Senofonte, в Alessandro Magno tra storia e mito, ред. Marta Sordi (1984)
- La strada dei diecimila. Topografia e geografia dell'Oriente di Senofonte (1986)
- Gli etruschi in Val Padana, с Луиджи Малнари (1991)
- Mare greco. Eroi ed esploratori del mondo antico, с Лоренцо Брачези (1992)
- Le Isole Fortunate. Topografia di un mito (1993)
- I Greci d'occidente, с Лоренцо Брачези (1996)
- I celti in Italia, с Венцеслас Крута (1999)
- Akropolis - La grande epopea di Atene (2000)
- Marcello (2008)
- La tomba di Alessandro. L'enigma (2009)
- Le meraviglie del mondo antico (2014)
- Sentimento italiano. Storia, arte, natura di un popolo inimitabile (2019)
- Come Roma Insegna, с Фабио Манфреди (2021)
- La vita e la storia. Istruzioni per l'uso, с Фабио Манфреди (2023)
- Prima di Roma. Storia dell'Italia da Enea ad Annibale (2024), с Луиджи Малнати

## Филмография

### Филми по негови романи
- 1998 – I guardiani del cielo (телевизионен минисериал) – по романа La torre della solitudine (1998), реж. Алберто Негрин
- 2007 – L'ultima legione (Последният легион) (игрален филм) – по едноименния роман (2007), реж. Дъг Лефлър

### Сценарии
- Il cielo sotto il deserto (2000), телевизионен филм, съавтор, реж. Алберто Негрин
- Akhenaton - Il Faraone eretico (2000), телевизионен филм, реж. Франческо Кастелани
- Memoirs of Hadrian (2006), реж. Джон Бърман
- L'inchiesta - Anno Domini XXXIII (2007), телевизионен минисериал, съавтор, реж. Джулио Базе
- 11 settembre 1683 (2012), игрален филм, съавтор, реж. Ренцо Мартинели
- Marco d'Aviano
- Gilgamesh

### Като актьор
- Vajont – La diga del disonore (2001), реж. Ренцо Мартинели
- Piazza delle cinque lune (2003), реж. Ренцо Мартинели
- Il mistero di Dante (2014), реж. Луис Неро

### Като телевизионен водещ
- Stargate - Linea di confine (2004 – 2008)
- Impero (2008 – 2012)
- Metropoli
- Argo, un viaggio nella storia (2016)